# Anadelphia polychaeta
Anadelphia polychaeta är en gräsart som beskrevs av Clayton. Anadelphia polychaeta ingår i släktet Anadelphia och familjen gräs. Inga underarter finns listade i Catalogue of Life.